# Dorfkirche Rosendorf

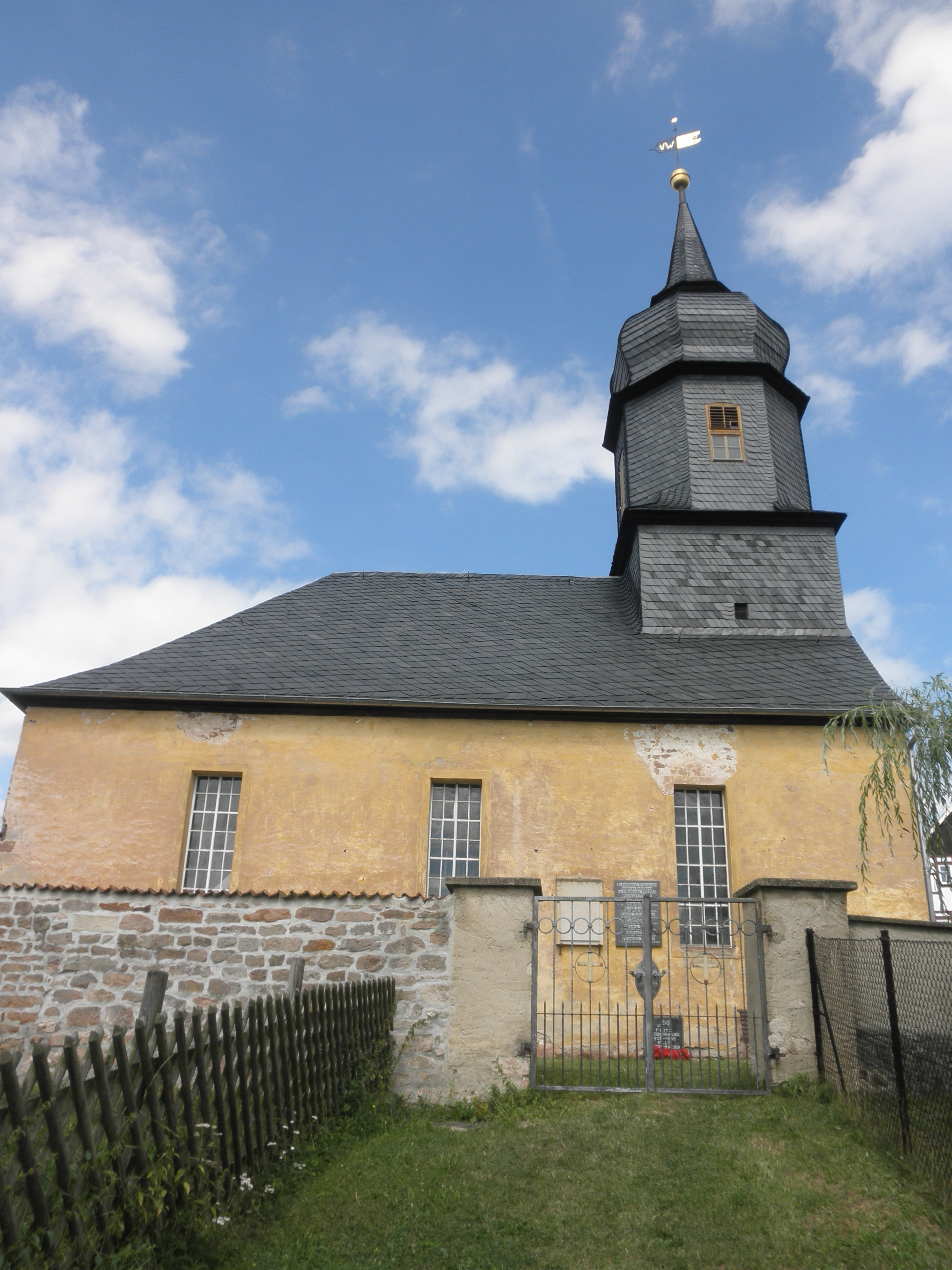
Dorfkirche Rosendorf

Die evangelisch-lutherische, denkmalgeschützte Dorfkirche Rosendorf steht in Rosendorf, einer Gemeinde im Saale-Orla-Kreis von Thüringen.
Die Kirchengemeinde Rosendorf gehört zum Pfarrbereich Pillingsdorf im Kirchenkreis Schleiz der Evangelischen Kirche in Mitteldeutschland.

## Beschreibung
Die rechteckige Saalkirche hat einen Dachturm im Osten. Sie wurde 1787 anstelle einer älteren Vorgängerkirche gebaut. Das Kirchenschiff ist mit einem schiefergedeckten, abgewalmten Satteldach bedeckt. Der Dachturm wächst zunächst quadratisch aus dem Satteldach heraus. Darauf sitzt ein achtseitiger Aufsatz, der den Glockenstuhl beherbergt, in dem eine Kirchenglocke aus Bronze von 1932 und eine Gussstahlglocke von 1962 hängen. Darauf sitzt eine bauchige Haube, die in einem spitzen Helm ausläuft. 
Die Kirche wurde 1887 und 1999 restauriert. So steht es an der Wand hinter dem im Zopfstil verzierten und mit zwei Gebotstafeln bekrönten Kanzelaltar. Zwei Bilder aus dem 19. Jahrhundert hängen rechts und links vom Kanzelaltar, sie zeigen Luther und Melanchthon. Der Innenraum des Kirchenschiffs hat eingeschossige Emporen und ist mit einer einfach bemalten Flachdecke überspannt. Unter der Kanzel wurde nachträglich ein Bild des zwölfjährigen Jesusknaben im Tempel angebracht. Die Kirche besaß einst viel Schmuck. Heute sind von der Kirchenausstattung aus alter Zeit nur noch eine spätgotische Madonna mit Kind sowie gegenüber ein Kruzifix auf einem neueren Holzkreuz erhalten. Auf der hufeisenförmig umlaufenden Empore steht die Orgel mit 6 Registern, verteilt auf 2 Manuale und Pedal. Sie wurde 1884 von Hermann Kopp gebaut.